# Gossos
Gossos es un grupo musical español que forma parte de la escena del rock catalán. Destaca por su música acústica, solo con guitarras y bajo, sin percusiones, hasta que en el 2002 añadieron una batería.

## Historia
En el verano de 1993, los manresanos Oriol Farré, Juanjo Muñoz, Natxo Tarrés y Roger Farré decidieron juntarse para componer y tocar. Después de algunos conciertos se presentaron a varios concursos, y a la segunda oportunidad consiguen ganar como premio la producción de su primer disco "Gossos" (1994). Su estilo asústico les hace destacar y aumentan el número de conciertos por toda Cataluña, mientras preparan su nuevo disco "En privat", que editaron en el año 1996. En 1997 sacan el tercer disco, con una particularidad: en lugar del título los cuatro miembros formando la palabra Mandala en la portada, por lo que el disco toma el título de "Metamorfosi". El cuarto disco fue grabado en directo en el Teatre Conservatori de Manresa en 1998 con el título: "Directament". En él destacan las colaboraciones de Cris Juanico, Gerard Quintana y Pemi Fortuny. En el año 2000 deciden hacer un disco en castellano, "De viaje", grabado en Madrid, que no fue bien recibido por sus seguidores, que lo interpretaron como una comercialización del grupo. Después de este álbum vuelven a grabar en catalán, produciendo su sexto trabajo, "Cares" (2001), contando con la participación de Javier Álvarez, con quien hicieron amistad en Madrid.
En el año 2002 dejan el sonido acústico que les caracterizaba y deciden tocar con guitarras eléctricas e incorporar una batería. En el 2003 sacan el que sería su séptimo disco, "El Jardí del Temps", y en el 2005 el octavo, llamado "8".
El año 2008, tras todo un año lleno de conciertos presentando su gira con Oxigen por Cataluña y Baleares, y recogiendo elogios por parte de la crítica y del público, celebraron su 15 aniversario con conciertos especiales como el 4 de abril de 2008 en el Auditori de Barcelona, y tocaron en Países Bajos y Alemania, entre otros países.

## Miembros
- Natxo Tarrés - voz y guitarra
- Roger Farré - voz y bajo
- Juanjo Muñoz - voz y guitarra
- Oriol Farré - voz y guitarra
- Santi Serratosa - batería (a partir del 2002)

## Discografía
- Gossos - (1994)
- En privat - (1996)
- (Mandala) Metamorfosi - (1997)
- Directament (Directo) - (1998)
- De viaje - (2000)
- Cares - (2001)
- El jardí del temps - (2003)
- A L'Espai (Directo) - (2003)
- 8 - (2005)
- Oxigen - (2007)
- 15 Anys a L'Auditori (Directo) - (2008)
- Dia 1 - (2010)
- Batecs - (2013)
- Zenit- (2016)